# Def Bond
Pour les articles homonymes, voir Bond.
 (décembre 2019).
Def Bond, de son vrai nom Éric Dorgal, né le 6 juin 1969 à Longjumeau dans l'Essonne[réf. souhaitée], est un rappeur, auteur, compositeur, producteur et animateur radio français. Il a notamment collaboré avec les membres du groupe de rap français IAM.

## Biographie
Def Bond fait initialement partie du groupe marseillais Soul Swing, lancé à la fin des années 1980, en compagnie de DJ Rebel, DJ Majestic, DJ Ralph, Faf Larage et K.Rhyme Le Roi.
En 1998, il se fait connaître du grand public avec les titres Secret défense (sur Sad Hill avec Akhenaton) et Tu me plais (en collaboration avec la chanteuse K-Reen) sur la bande originale du film Taxi. En 1999, il sort le titre Old School Love (53e des classements français) en featuring avec le chanteur américain Oliver Cheatham.
Il publie son premier album, Le Thème..., le 24 mai 1999. L'album est produit par Kheops, le DJ d'IAM. Les autres membres du groupe Akhenaton, Shurik'n et Freeman participent aussi à l'album, tout comme Yak, Matt Houston, les anciens du Soul Swing Faf Larage et K-Rhyme Le Roi ou encore la rappeuse Sté Strausz. Pour Le Temps, « les quatorze titres séduisent autant par leurs qualités techniques que par l'impression de crédibilité qu'ils dégagent ». Le Thème... atteint la 47e place des classements musicaux français. Il est réédité le 2 avril 2007. A l'époque du passage au nouveau millénaire, Def Bond anime également la mythique émission radio Total Kheops avec DJ Kheops sur Skyrock.
Par la suite, Def Bond prévoit « un projet avec K-Reen & Matt, et on va monter un groupe pour un maxi. Et mon album ça sera pour l'année prochaine je pense. Ca fera deux ans après le premier. » En 2000, sa chanson 12/0013 avec Matt atteint la 9e place des classements français, et la 25e des classements belges (WA).

## Discographie

### Albums studio
- 1999 : Le Thème... (réédité en 2007)
- 2003 : Def
- 2005 : Les Def Sessions (Special Funk - R&B)
- 2009 : LOVE
- 2013 : Soul System

### Apparitions
- 1991 : IAM ft. Def Bond et Faf Larage - Je viens de Marseille
- 1991 : Def Bond et Faf Larage (Soul Swing & Radical) - Assonance (sur la compilation Nation Rap)
- 1991 : Saliha ft. Def Bond - Je pense
- 1991 : Def Bond et Faf Larage (Soul Swing & Radical) - Identité (RapLine)
- 1991 : Def Bond et Faf Larage - Was a brother (RapLine)
- 1993 : IAM ft. Def Bond et Faf Larage - Achevez-les !
- 1994 : clip de Je danse le Mia du groupe IAM (le DJ dans le club)
- 1994 : Def Bond ft. Fat Larage et IAM - Le Hip-Hop pour le Hip-Hop
- 1996 : Def Bond et Faf Larage (Soul Swing) - Freestyle (sur la mixtape What's the Flavor? vol. 20 de DJ Poska)
- 1996 : Prodige Namor ft. Def Bond, Faf Larage, Boss One, Rockin' Squat, MP, Uptown... - Bienvenue dans le traquenard
- 1997 : Def Bond, K-Rhyme le Roi et Faf Larage - Radical (sur la compilation Invasion du label Night & Day)
- 1997 : Def Bond ft. Akhenaton - Def Bond 0013 (Secret défense Mix, sur Sad Hill de Kheops)
- 1997 : Def Bond et Faf Larage - Hip-Hop marseillais (sur Sad Hill)
- 1997 : Def Bond ft. Shurik'n - Les groupes représentent (sur Sad Hill)
- 1997 : Def Bond ft. Afrodiziac - Leș jours sont trop longs (sur Sad Hill)
- 1997 : Def Bond - Business Class (sur Sad Hill)
- 1998 : Def Bond ft. Akhenaton & Mombi du 3e Œil - Sauver tonton (sur la compilation Chroniques de Mars)
- 1998 : Def Bond ft. K-Reen - Tu me plais (sur la bande originale du film Taxi)[7]
- 1999 : Def Bond ft. Oliver Cheatham - Old School Love
- 1999 : Faf Larage ft. Def Bond, Monsieur R et Rockin' Squat - Assault lyrical (sur l'album de Faf)
- 1999 : Freeman ft. Def Bond, Chiens de Paille, IAM, K-Rhyme le Roi, Sista Micky et Faf Larage - C'est notre hip-hop
- 1999 : Dynamike ft. Def Bond et Pit Baccardi - 2gré ou 2force (sur la compilation Frontières brisées de Kobra)
- 2000 : Def Bond ft. Matt Houston - 12/0013
- 2000 : Def Bond - Je voulais leur dire (sur Time Bomb, DJ Mars - Session 01)
- 2000 : Def Bond ft. Ärsenik - Tous veulent le succès (sur Sad Hill Impact de Kheops)
- 2000 : Def Bond ft. Tony & Paco - Illégal (sur Sad Hill Impact)
- 2000 : Def Bond ft. Psy 4 de la Rime et Yak - Sad Hill Impact
- 2001 : Def Bond & Craig David - 7 days (Skyrock remix)
- 2003 : Def Bond, Akhenaton, Faf Larage, Freeman, Shurik'n et K-Rhyme le Roi - Freestyle H.H. History (IAM & Soul Swing)
- 2004 : Def Bond ft. IAM - Mars 2000 (sur la compilation Time Bomb 2 Paris à Marseille)